# Konrad Zdarsa
Konrad Zdarsa (Hainichen (Saksen), 7 juni 1944) is een Duits geestelijke en bisschop van de Rooms-Katholieke Kerk.
Na zijn priesterwijding in 1974 studeerde Zdarsa kerkelijk recht, waarin hij in 1981 promoveerde. Hij vervulde verschillende functies op parochiaal en diocesaan vlak en werd in 2007 benoemd tot bisschop van Görlitz. Drie jaar later maakte hij de overstap naar het bisdom Augsburg.